# Jūdan 2024
Il Jūdan 2024 è stata la sessantaduesima edizione del torneo goistico giapponese Jūdan: Iyama Yuta ha vinto il torneo per la selezione dello sfidante e poi ha sconfitto per 3-2 il detentore del titolo, Shibano Toramaru, conquistando per la sesta volta il titolo di Judan.

## Torneo

### Tornei preliminari
Si sono disputati 24 tornei a eliminazione diretta per la selezione preliminare dei partecipanti. A valle di questa fase ce n'è stata una seconda, che ha previsto 16 tornei a eliminazione diretta, che ha qualificato:
- Adachi Toshimasa
- Anzai Nobuaki (qualificato tramite il primo torneo preliminare)
- Fujisawa Rina
- Hane Naoki (qualificato tramite il primo torneo preliminare)
- Hon Akiyoshi
- Ida Atsushi
- Mitani Tetsuya
- Motoki Katsuya
- Murakawa Daisuke
- Sada Atsushi
- Sakai Yuki
- Seki Kotaro
- Son Makoto (qualificato tramite il primo torneo preliminare)
- Sotoyanagi Sebun
- Yamashita Keigo (qualificato tramite il primo torneo preliminare)
- Yuki Satoshi (qualificato tramite il primo torneo preliminare)

### Scelta dello sfidante
A questo hanno accesso i 16 vincitori del torneo preliminare più quattro goisti invitati direttamente a questo torneo, per un totale di 20 partecipanti.
- W indica vittoria col bianco
- B indica vittoria col nero
- X indica la sconfitta
- +R indica che la partita si è conclusa per abbandono
- +N indica lo scarto dei punti a fine partita
- +F indica la vittoria per forfeit
- +T indica la vittoria per timeout
- +? indica una vittoria con scarto sconosciuto
- V indica una vittoria in cui non si conosce scarto e colore del giocatore

|  | Primo turno         | Primo turno |  |  | Secondo turno       | Secondo turno |                    |                  | Terzo turno | Terzo turno |  |  | Semifinale | Semifinale |  |  | Finale | Finale |
|  |                     |             |  |  |                     |               |                    |                  |             |             |  |  |            |            |  |  |        |        |
|  |                     |             |  |  |                     |               |                    |                  |             |             |  |  |            |            |  |  |        |        |
|  |                     |             |  |  | Fujisawa Rina 6d    | B+1,5         |                    |                  |             |             |  |  |            |            |  |  |        |        |
|  | Sotoyanagi Sebun 5d |             |  |  | Son Makoto 7d       |               |                    |                  |             |             |  |  |            |            |  |  |        |        |
|  | Son Makoto 7d       | B+R         |  |  |                     |               |                    | Fujisawa Rina 6d |             |             |  |  |            |            |  |  |        |        |
|  |                     |             |  |  | Iyama Yuta Oza      | W+R           |                    |                  |             |             |  |  |            |            |  |  |        |        |
|  |                     |             |  |  | Iyama Yuta Oza      | B+R           |                    |                  |             |             |  |  |            |            |  |  |        |        |
|  |                     |             |  |  | Murakawa Daisuke 9d |               |                    |                  |             |             |  |  |            |            |  |  |        |        |
|  |                     |             |  |  |                     |               |                    | Iyama Yuta Oza   | B+R         |             |  |  |            |            |  |  |        |        |
|  |                     |             |  |  | Seki Kotaro Tengen  |               |                    |                  |             |             |  |  |            |            |  |  |        |        |
|  |                     |             |  |  | Seki Kotaro Tengen  | B+1,5         |                    |                  |             |             |  |  |            |            |  |  |        |        |
|  | Hane Naoki 9d       |             |  |  | Motoki Katsuya 8d   |               |                    |                  |             |             |  |  |            |            |  |  |        |        |
|  | Motoki Katsuya 8d   | W+R         |  |  |                     |               | Seki Kotaro Tengen | B+R              |             |             |  |  |            |            |  |  |        |        |
|  |                     |             |  |  | Yu Zhengqi 8d       |               |                    |                  |             |             |  |  |            |            |  |  |        |        |
|  |                     |             |  |  | Adachi Toshimasa 7d |               |                    |                  |             |             |  |  |            |            |  |  |        |        |
|  |                     |             |  |  | Yu Zhengqi 8d       | W+R           |                    |                  |             |             |  |  |            |            |  |  |        |        |
|  |                     |             |  |  |                     |               |                    | Iyama Yuta Oza   | W+R         |             |  |  |            |            |  |  |        |        |
|  |                     |             |  |  | Kyo Kagen 9d        |               |                    |                  |             |             |  |  |            |            |  |  |        |        |
|  |                     |             |  |  | Yamashita Keigo 9d  | B+3,5         |                    |                  |             |             |  |  |            |            |  |  |        |        |
|  | Anzai Nobuaki 8d    |             |  |  | Yuki Satoshi 9d     |               |                    |                  |             |             |  |  |            |            |  |  |        |        |
|  | Yuki Satoshi 9d     | W+6,5       |  |  |                     |               | Yamashita Keigo 9d | B+R              |             |             |  |  |            |            |  |  |        |        |
|  |                     |             |  |  | Ichiriki Ryo Kisei  |               |                    |                  |             |             |  |  |            |            |  |  |        |        |
|  |                     |             |  |  | Ichiriki Ryo Kisei  | B+R           |                    |                  |             |             |  |  |            |            |  |  |        |        |
|  |                     |             |  |  | Sakai Yuki 4d       |               |                    |                  |             |             |  |  |            |            |  |  |        |        |
|  |                     |             |  |  |                     |               | Yamashita Keigo 9d |                  |             |             |  |  |            |            |  |  |        |        |
|  |                     |             |  |  | Kyo Kagen 9d        | W+R           |                    |                  |             |             |  |  |            |            |  |  |        |        |
|  |                     |             |  |  | Ida Atsushi 9d      | W+1,5         |                    |                  |             |             |  |  |            |            |  |  |        |        |
|  | Mitani Tetsuya 8d   |             |  |  | Sada Atsushi 7d     |               |                    |                  |             |             |  |  |            |            |  |  |        |        |
|  | Sada Atsushi 7d     | B+R         |  |  |                     |               | Ida Atsushi 9d     |                  |             |             |  |  |            |            |  |  |        |        |
|  |                     |             |  |  | Kyo Kagen 9d        | B+R           |                    |                  |             |             |  |  |            |            |  |  |        |        |
|  |                     |             |  |  | Hon Akiyoshi 5d     |               |                    |                  |             |             |  |  |            |            |  |  |        |        |
|  |                     |             |  |  | Kyo Kagen 9d        | B+R           |                    |                  |             |             |  |  |            |            |  |  |        |        |
|  |                     |             |  |  |                     |               |                    |                  |             |             |  |  |            |            |  |  |        |        |

### Finale
La finale è stata una sfida al meglio delle cinque partite tra il campione in carica Toramaru Shibano e lo sfidante Iyama Yuta Oza, scelto tramite il processo di qualificazione.
Per Toramaru si tratta della quarta finale del Judan, seconda difesa del titolo; per Iyama si tratta dell'ottava finale, terza sfida al detentore.
Per Iyama si è trattato della sesta vittoria del Judan in otto finali disputate, la prima dopo la perdita del titolo nel 2019. Per Toramaru si tratta della seconda sconfitta in quattro finali, durante le quali non è mai riuscito a difendere il titolo.